# Temazepam
El Temazepam es una benzodiazepina hidroxi de actuación-intermedia. Se usa generalmente para el tratamiento a corto plazo del insomnio grave o debilitante en los pacientes que tienen dificultad en conciliar el sueño o se despiertan frecuentemente durante la noche. Además, tiene efectos ansiolíticos, anticonvulsivos, y actúa como relajante músculo-esquelético. Así como también relajante muscular
El temazepam se metaboliza principalmente por conjugación, dando lugar a temazepam O-conjugado (90%). No se han encontrado metabolitos activos.